# Kelneki család
A Kelneki család az előtte Szász-Sebes székben fekvő, később Szeben vármegye területéhez tartozó, Kelnek falutól vette nevét, mely falu a 15. század előtti oklevelekben Kelnuk, Kelnek, Kalnuk neveken fordult elő az oklevelekben.

## Története
A család első ismeretes őse Ervin, aki a 13. század közepe előtt élt. Az ő fia Chel, kinek neve Chel, Chelo, Cheel, Chyl, Chyel formákban leírva fordult elő. Ez egy oklevélben Chyel comes, filius Erwyn de Kalnuk, egy másikban: Chyl comes de villa Kelnuk alakban írva. A család a kelneki gerébséget birta, melyet azután gyermekei, unokái és kisunokái is örököltek. 
Chyel comes, filius Erwyn de Kalnuk e család egyik kitünő tagja, István ifjabb király híve és, úgy látszik, csapatvezére is. E király uralkodása alatt Dévánál és Feketehalomnál hősiesen harcolt, mely harcokban sok foglyot ejtett; továbbá az ilsvaszegi ütközetben való bátor magaviseletéért adta neki V. István király 1269-ben Demeterpatakát és Réhot, az ekkor Fehér vármegyéhez tartozó helységeket, mely adományt egyik fia, Miklós, kérésére megerősítette 1272-ben IV. László király is. Az ő érdemeiért kapta Chel rokona: Brassai Teel, Ebl fia, ugyancsak V. István királytól Szancsalt, ki ezeket csakhamar eladta e Chelnek, mire 1272-ben beleegyezését adta a király is.
Fiai: Jakab, Dániel, Miklós és Salamon voltak; leányai közül egyik egy Apafi, a másik egy Henning neje lett. Ez utóbbi mint Herbord özvegye, alvinczi Henning fiának neje lett, kit 1300-ban Herbord és Erzsébet nevű gyermekeivel együtt említettek az okiratokban.